# Livingston (Montana)
Livingston ist eine Stadt im US-Bundesstaat Montana, Vereinigte Staaten und Verwaltungssitz des Park Countys. Das U.S. Census Bureau ermittelte bei der Volkszählung 2020 eine Einwohnerzahl von 8040.
Der Ort stellte im 19. Jahrhundert das Tor zum Yellowstone-Nationalpark dar.

## Geografie
Livingston liegt im Südwesten Montanas am Yellowstone River und am Paradise Valley, nördlich des Yellowstone-Nationalparks. Das Stadtgebiet hat eine Größe von 15,62 km², wovon 15,59 km² Land- und 0,03 km² Wasserfläche sind.

## Geschichte
William Clark, ein Mitglied der Lewis-und-Clark-Expedition, lagerte 1806 auf seiner Rückfahrt nach Osten am heutigen Stadtrand von Livingston. Seine Gruppe traf später mit der von Meriwether Lewis am Zusammenfluss von Yellowstone River und Missouri River wieder zusammen.

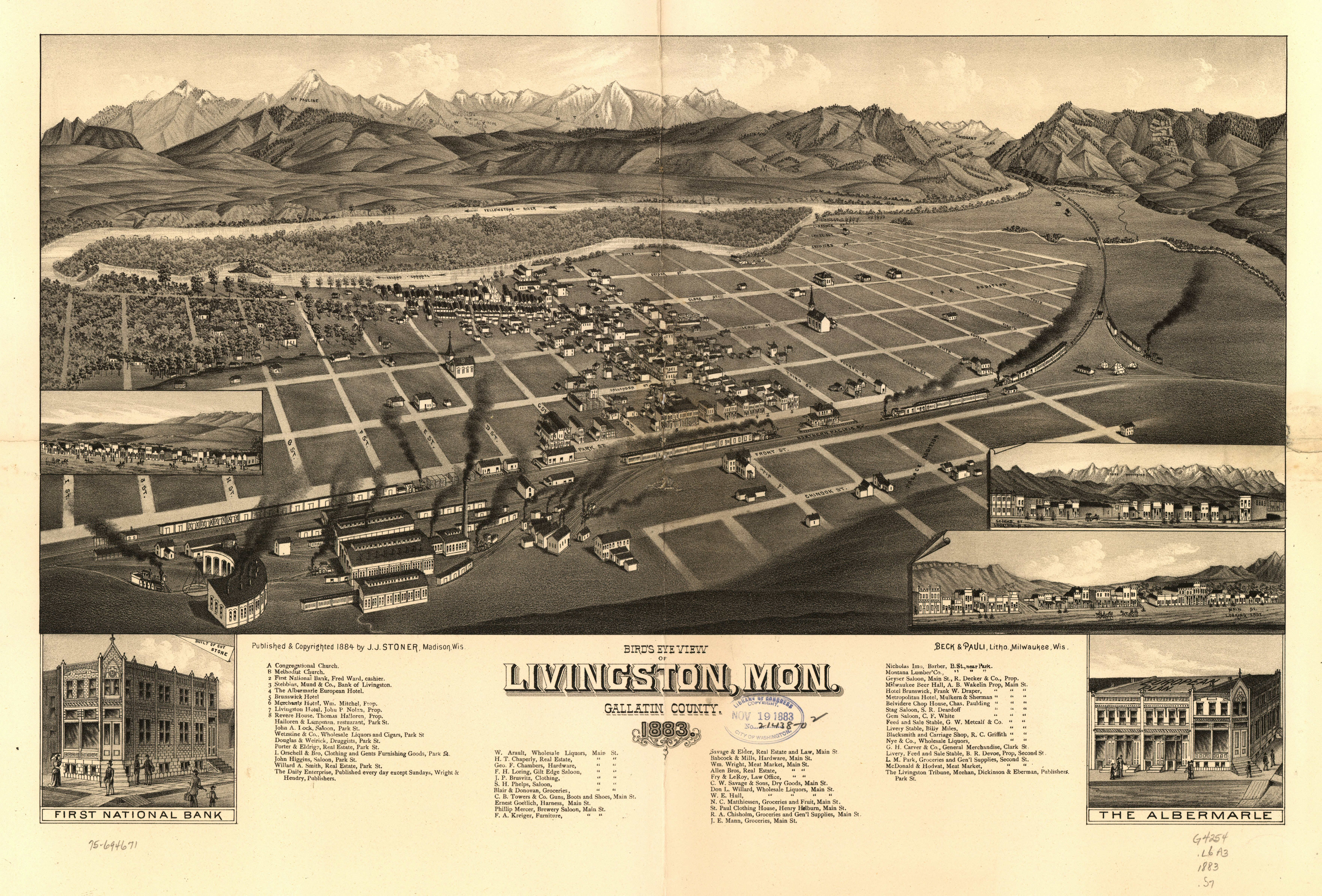
Livingston aus der Vogelperspektive, um 1883

Livingston selbst entwickelte sich aus dem Handelsposten Benson's Landing am Yellowstone River, der sich ungefähr 4,8 km flussabwärts vom heutigen Livingston befand. Als im Juli 1882 Vertragspartner der Northern Pacific Railway um Heman Clark den Ort erreichten, wurde er in Clark City umbenannt; offiziell kam die Eisenbahn erst am 22. November desselben Jahres nach Clark City. Zu dieser Zeit wurde die Stadt stromaufwärts an ihren heutigen Standort verlegt und nach einem Direktor und Aktionär der Northern Pacific Railway namens Johnson Livingston benannt. Livingston entwickelte sich zum ursprünglichen Tor des Yellowstone-Nationalparks und wurde von der Northern Pacific Railway stark gefördert. Diese hatte fortan eine Zentrale sowie eine Eisenbahnwerkstatt in Livingston, um die Lokomotiven vor ihrer Auffahrt zum 1.738 Meter hohen Bozeman-Pass zu versorgen.
Obwohl die Stadt klein ist, gibt es zahlreiche Orte für Touristen, darunter das Eisenbahnmuseum Livingston Depot, das Yellowstone Gateway Museum und das Fly Fishing Federation's Museum, welches über Fliegenfischen informiert.
Livingston unterhält eine Städtepartnerschaft mit Naganohara in der japanischen Präfektur Gunma.

## Söhne und Töchter der Stadt
- Pete Lovely (1926–2011), Autorennfahrer
- Lester C. Thurow (1938–2016), Wirtschaftswissenschaftler
- Larry Questad (1943–2020), Sprinter
- Torey L. Hayden (* 1951), Autorin und Psychologin